# Double débrayage
Le double débrayage est une technique propre à la conduite ou au pilotage des véhicules automobiles et des poids-lourds équipés de boîtes de vitesses non synchronisées.

## But
Cette technique surnommée « technique du grand-père », qui n'est plus nécessaire avec les automobiles récentes (équipées de synchroniseurs de boîte), a pour but de régler la vitesse de rotation des engrenages concernés par le rapport de la boîte de vitesses que l'on s'apprête à engager. Appelée « double pédalage » quand il s'agit de monter les rapports, la manœuvre demande bien plus de dextérité pour un rétrogradage. 
En effet, en l'absence de synchroniseur et pour éviter une usure prématurée, ainsi que des à-coups brutaux, les pignons de la boîte de vitesses doivent être engagés à des vitesses tangentielles proches.

## Description
Lors du rétrogradage (changement pour un rapport inférieur), le volant moteur en relation directe avec le moteur va devoir accélérer, puisque l'on va engager un pignon plus petit, alors que le volant moteur en relation avec la transmission ne change pas de vitesse angulaire. Il faut donc accélérer les pignons de l'arbre moteur. Il faut donc que le conducteur :
1. lâche l'accélérateur ;
2. débraye et désengage le rapport en cours ;
3. au point mort, il embraye et accélère le moteur à la vitesse voulue (il faut mettre la vitesse de rotation du moteur à la vitesse à laquelle il sera avec le rapport inférieur) ;
4. il débraye à nouveau et engage le rapport inférieur ;
5. il embraye avec le bon rapport enclenché sans à-coup.

Toutes ces opérations se font le plus rapidement possible, pour un maximum d'efficacité.

## Utilisations
Cette technique est utilisée sur des véhicules automobiles anciens et certains poids lourds. Ces véhicules sont équipés de boîtes de vitesses sans synchroniseurs ; le double débrayage est donc obligatoire pour rétrograder un rapport sans craquements et surtout pour éviter l'usure ainsi que la fatigue prématurées des mécanismes de transmission.
Avec les véhicules de compétition automobile, cette technique permet d'obtenir un gain de temps relatif lorsque la boîte est synchronisée.
- Dans le cas des automobiles équipées d'une boîte spéciale compétition, à crabots, très rapide et allégée au maximum, le double débrayage est obligatoire pour les mêmes raisons que sur les voitures anciennes.
- Pour les voitures qui ont un moteur exigeant d'être dans les tours (moteurs 16 soupapes, VTEC, VVTL-i, VVC..). Permet de rétrograder un  ou deux rapports sans être secoué et tout en restant à la même vitesse (facilite les relances).
- En course automobile, lors d'un freinage très important avec de nombreux rétrogradages, il évite le blocage des roues au passage de la vitesse et permet donc de freiner plus fort.

L'électronique de gestion des moteurs et des boîtes de vitesses des automobiles de compétition, associée à des actionneurs électromécaniques ou électrohydrauliques, a remplacé le pilote pour les manœuvres de changements de vitesse. Elles sont réalisées plus rapidement et de manière très fiable par ces systèmes automatisés ce qui permet au pilote de se consacrer aux autres paramètres de la course.